# رياض خاشقجي
 ولد رياض خاشقجي في المدينة المنورة (26 أكتوبر 1941 - 1 مايو 2012) وكان أول مهندس صناعي في المملكة العربية السعودية قادر على تصميم المصانع الصناعية الثقيلة وكذلك كان باحثا وكاتبا. قام بتصميم وإنشاء Saudi Steel، أول مصنع للصلب في المملكة العربية السعودية. سرعان ما أصبحت شركة الصلب السعودية أكبر مصنع في العالم العربي. كان شركاؤه في شركة الصلب السعودية صديقه الشيخ عمر السقاف، وزير الخارجية، والشيخ كمال أدهم، رئيس المخابرات العامة السعودية وصهر الملك فيصل بن عبد العزيز آل سعود.

## التعليم الابتدائي والثانوي
تخرج رياض خاشقجي من المدرسة الثانوية عام 1958. في ذلك الوقت حصل على منحة التعليم التقني من شركة الظهران للكهرباء ودرس في ألمانيا في جامعة بريمن. أثناء التحاقه بجامعة بريمن، قابل خاشقجي مغربياً كان له تعاملات تجارية في ألمانيا. وهكذا، واجه رياض خاشقجي أول لقاء له مع عالم الأعمال وتلقى عرضًا من شركة التصدير الألمانية "Dunselmann & Michaelsen" للعمل معهم في السفر في جميع أنحاء الشرق الأوسط لبيع سلعهم. سرعان ما أصبح مليونيرا شابا. ومع ذلك، وبإقناع ابن عمه، عدنان خاشقجي، عاد رياض خاشقجي إلى المملكة العربية السعودية للعمل بمصنع الجبس الخاص بالعائلة.

## المسيرة
عاد رياض خاشقجي إلى المملكة العربية السعودية (1967) وأصبح شريكًا في مشاريع الجبس العائلية، التي كانت على وشك الإفلاس. ترك رياض خاشقجي الأعمال العائلية (1970) وبدأ تشغيل شركة الصلب السعودية. ووصف بأنه المهندس الصناعي الوحيد في المملكة العربية السعودية الذي كان قادرًا على تصميم مثل هذا المصنع. كان شركاؤه هم كمال أدهم، رئيس المخابرات العامة في المملكة العربية السعودية وصهر الملك فيصل بن عبد العزيز آل سعود، والشيخ عمر السقاف، وزير الداخلية، وغيرهم. دعم الملك فيصل هذا المشروع بالأرض ومنح شيك بمبلغ 12 مليون دولار. في غضون فترة قصيرة، أصبحت Saudi Steel أكبر مصنع للصلب في العالم العربي، ومنافسة في صناعة الصلب العالمية. بعد فترة وجيزة دخل رياض خاشقجي في مشروع مشترك مع مصنع الصلب الألماني krupp الذي أصبح يعرف باسم RAK-Krupp (وRAK هي اختصار لـ رياض أحمد خاشقجي). في الوقت نفسه، أسس شركة RAK للأعمال التجارية والميكانيكية والكهربائية (المعروفة فيما بعد باسم RAK).
في عام 1975، بسبب مشاكل سياسية وكذلك وفاة الملك فيصل وعمر السقاف، لم يكن لدى رياض خيار سوى بيع أسهمه في شركة Saudi Steel. وركز على توسيع شركاته «شركة RAK». نمت RAK لتصبح منظمة قوية. نفذت مشاريع بملايين الدولارات في مجال الإنشاءات الفولاذية وخزانات الوقود عالية السعة والمباني الشاهقة والتعاقد مع مطار جدة، بالإضافة إلى مشاريع الطرق السريعة والمشروعات الفنية الثقيلة. وشمل الشركاء شركات أمريكية مثل جون مانسفيلد وكروب ستيل الألمانية.

## الحياة الشخصية
تزوج رياض خاشقجي من أنجيليكا بيرلاندا. كان لديهم ثلاثة أطفال: دينا ونادية ورائد. تطلقا في عام 1984. في عام 1986، تزوج رياض خاشقجي من زوجته الثانية، إليونورا دي لينارت.

## كتب
- Rebel Sheikh - The True Khashoggi Story[6]